# فيك-20
جهاز VIC-20 (المعروف باسم VC-20 في ألمانيا و VIC-1001 في اليابان) هو حاسوب منزلي مبدئي بمعمارية 8 بت تم بيعه من قبل شركة Commodore للأعمال . تم الإعلان عن VIC-20 في عام 1980،  بعد حوالي ثلاث سنوات من أول حاسوب شخصي لـ Commodore، وهو PET . كان جهاز VIC-20 أول حاسوب من أي نوع يبيع مليون وحدة،  حيث وصل في النهاية وصل إلى 2.5 مليون. وقد وُصِفَ بأنه "أحد أوائل الحواسيب المصممة لتكون غير نخبوية، وغير الغامضة بطبيعتها... لم تعد حكرًا على الهواة/المتحمسين أو أولئك الذين لديهم المال، بل كان الكمبيوتر الذي طورته شركة كومودور هو كمبيوتر المستقبل." 

## التاريخ

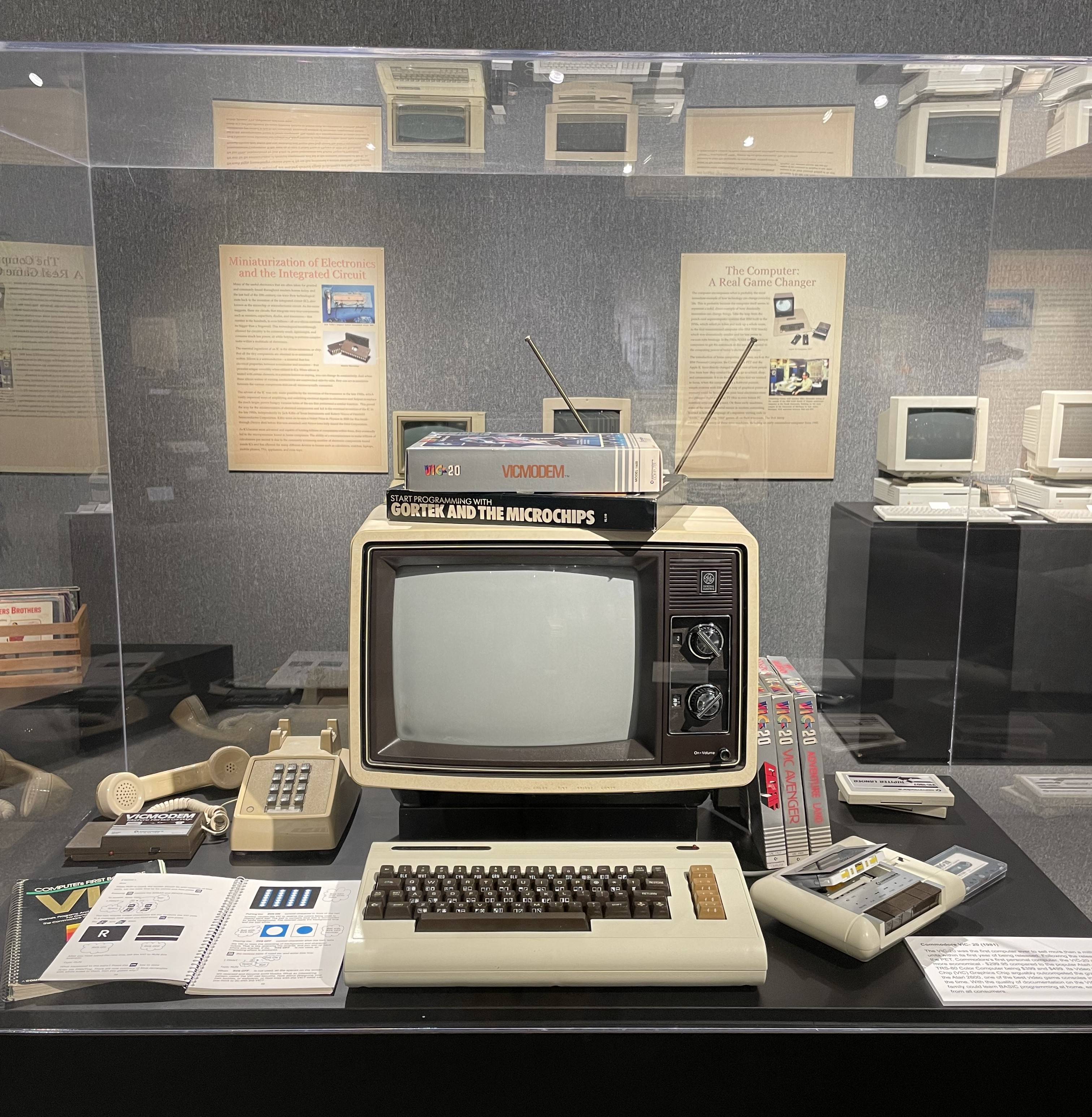
نسخة مبكرة من VIC-20 مع العديد من الملحقات. سمح الإخراج المركب بتوصيله بأجهزة التلفزيون القياسية في عصره.

مع ازدياد زخم جهاز Apple II بعد ظهور VisiCalc في عام 1979، أراد جاك تراميل منتجًا ينافس في نفس الفئة، ليتم عرضه في معرض CES في يناير 1980. لهذا السبب بدأ تشاك بيدل وبيل سيلر في تصميم حاسوب يُدعى TOI (العقل الآخر). لم يتحقق مشروع حاسوب TOI في النهاية، ويرجع ذلك في الغالب إلى أنه كان يتطلب شاشة عرض مكونة من 80 عموداً، وهو ما تطلب بدوره شريحة MOS Technology 6564. ومع ذلك، لم يكن من الممكن استخدام الشريحة في TOI لأنها تتطلب ذاكرة وصول عشوائي ثابتة باهظة الثمن للعمل بسرعة كافية.
مع بداية العقد الجديد، كانت أسعار مكونات الحاسوب في انخفاض، وقد رأى تراميل سوقًا ناشئة للحواسيب منخفضة السعر، يمكن بيعها في متاجر البيع بالتجزئة للمبتدئين نسبيًا بدلاً من المحترفين أو الأشخاص ذوي الخلفية في الإلكترونيات أو البرمجة.  كانت شركة راديو شاك تحقق نجاحًا كبيرًا مع جهاز TRS-80 Model I ، وهو جهاز منخفض التكلفة نسبيًا تم بيعه على نطاق واسع للمبتدئين، وفي عام 1980 أصدرت جهاز Color Computer ، الذي كان يستهدف الأسواق المنزلية والتعليمية، واستخدم خراطيش ROM للبرمجيات، وكان متصلاً بجهاز تلفزيون.

### التطوير

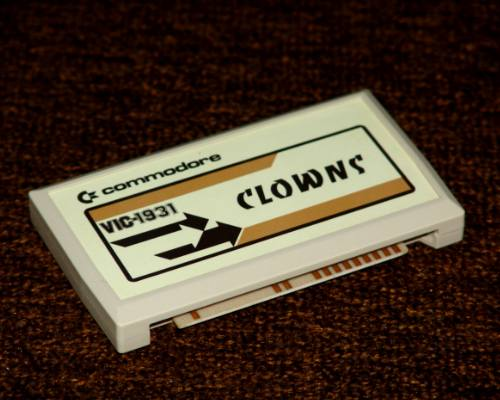
لعبة المهرجين على خرطوشة ROM

في هذه الأثناء، قام المهندس الجديد روبرت يانيس في شركة MOS Technology (التي كانت آنذاك جزءًا من شركة Commodore) بتصميم حاسوب في منزله أطلق عليه اسم MicroPET ، وأكمل نموذجًا أوليًا بمساعدة من آل شاربنتييه وتشارلز وينتربل. ومع بقاء مشروع TOI غير مكتمل، عندما تم عرض النموذج الأولي لـ MicroPET على جاك تراميل، قال على الفور إنه يريد الانتهاء منه وأمر بإنتاجه بكميات كبيرة بعد عرض محدود في معرض CES.
النموذج الأولي الذي أنتجه يانيس كان يفتقر إلى العديد من الميزات المطلوبة لجهاز حاسوب حقيقي، لذلك كان على روبرت راسل في مقر الرئيسي تنسيق وإكمال أجزاء كبيرة من التصميم تحت الاسم الرمزي فيكسين . من بين الأجزاء التي ساهم بها راسل في نقل  لنظام التشغيل (النواة ومترجم BASIC ) المأخوذ من تصميم جون فيجانز لجهاز Commodore PET ، ومجموعة حروف تحتوي على  PETSCII مميزة، وواجهة متوافقة مع عصا التحكم Atari CX40 ، ومنفذ خرطوشة ROM . تم تصميم واجهة CBM-488 المشتقة من IEEE-488 التسلسلية  من قبل Glenn Stark. وقد خدمت عدة أغراض، منها أنها كانت أقل تكلفة بشكل ملحوظ من واجهة  IEEE-488 في جهاز PET، كما استخدمت كابلات وموصلات أصغر حجمًا سمحت بتصميم هيكل أكثر إحكاما، وامتثلت أيضًا للوائح لجنة الاتصالات الفيدرالية FCC الجديدة على انبعاثات RFI بواسطة الأجهزة الإلكترونية المنزلية (تم اعتماد PET كمعدات مكتبية من الفئة B والتي لديها متطلبات RFI أقل صرامة). تم تصميم بعض الميزات، مثل لوحة إضافة الذاكرة، بواسطة بيل سيلر.[بحاجة لمصدر]

شاشة بدء تشغيل VIC-20

تكون فريق تطوير جهاز VIC 20 من خمسة أشخاص بقيادة مايكل تومكزيك ، مدير المنتج الذي قام بتجنيد الفريق ولقبهم VIC Commandos. في البداية منح مؤسس شركة Commodore، جاك تراميل، تومتشيك لقب VIC Czar ومن ثم عينه مديرًا للمنتج. أصر تومشيك على عدة ميزات بما في ذلك مفاتيح كاملة الحجم مثل آلة الكاتبة، مفاتيح وظيفة قابلة للبرمجة، وواجهة RS-232 مدمجة. تعاقد مايكل وشارك في تصميم مودم بقيمة 100 دولار أمريكي، وهو VICModem، الذي أصبح أول مودم يباع منه مليون وحدة.  وفقًا لأحد أعضاء فريق التطوير، نيل هاريس، "لم نستطع الحصول على أي تعاون من بقية الشركة الذين اعتبرونا نمزح لأننا كنا نعمل لساعات متأخرة، بعد حوالي ساعة من مغادرة الجميع للمبنى. كنا نسرق أي معدات نحتاجها لإنجاز أعمالنا. لم تكن هناك طريقة أخرى لإنجاز العمل! [...] كانوا يكتشفون أنها مفقودة، فيطلبون المزيد من المعدات من المستودع، حتى يحصل الجميع على ما يحتاجونه لأداء عملهم." 
في ذلك الوقت، كان لدى شركة Commodore فائض من شرائح SRAM بحجم 1 Kbit×4 ، لذا قرر تراميل استخدامها في الحاسوب الجديد. كانت النتيجة كانت أقرب إلى حواسيب PET أو TOI منها إلى نموذج يانيس الأولي، على الرغم من استخدام شريحة VIC بـ 22 عمودًا بدلاً من الشرائح المخصصة التي تم تصميمها للحواسيب الأكثر طموحًا. نظرًا لأن كمية الذاكرة على لوحة نظام VIC-20 كانت صغيرة جدًا حتى وفقًا لمعايير عام 1981، تمكن فريق التصميم من استخدام ذاكرة SRAM الأكثر تكلفة نظرًا  لاستهلاكه المنخفض للطاقة، ودرجة حرارته المنخفضة، وقلة الدوائر الداعمة المطلوبة. كانت لوحة النظام الأصلية من الإصدار A الموجودة في جميع أجهزة VIC-20 ذات العلامة الفضية 2114 ذاكرة SRAM وبسبب حجمها الصغير (512 بايت فقط لكل شريحة)، كان مطلوبًا استخدام عشرة منها للوصول إلى 5 كيلو بايت من ذاكرة الوصول العشوائي للنظام. تحولت لوحة النظام B، الموجودة في شعار قوس قزح VIC-20s (انظر أدناه) إلى SRAMs أكبر حجمًا بسعة 2048 بايت مما أدى إلى تقليل عدد الرقائق إلى خمس شرائح: 2 × رقائق 2048 بايت + 3 × رقائق 2114 (1024 × 4 بت).

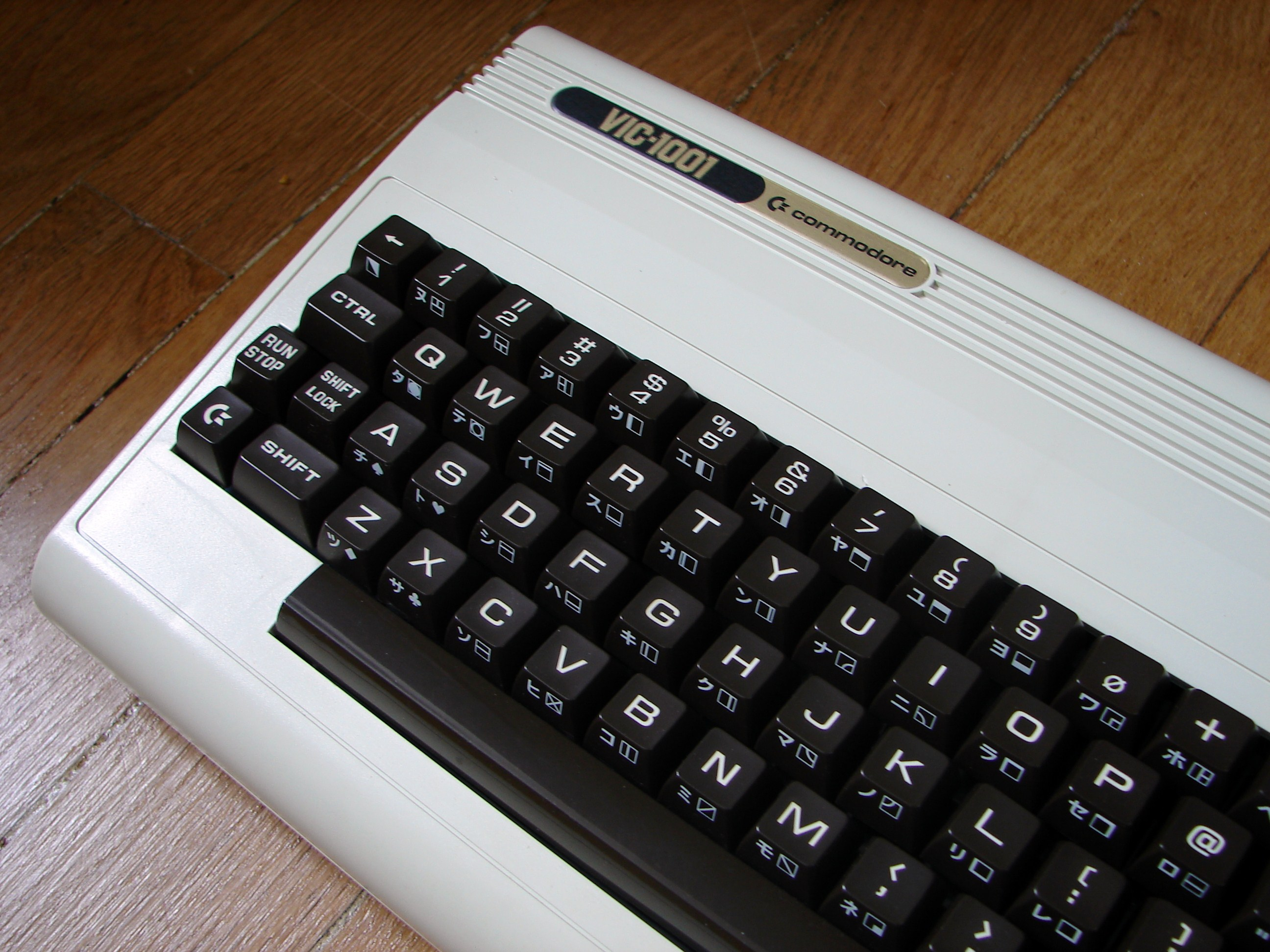
VIC-1001 هو الإصدار الياباني من VIC-20. تحتوي على أحرف باللغة اليابانية في ذاكرة القراءة فقط وعلى مقدمة المفاتيح.

في أبريل 1980، في اجتماع لمديري العموم خارج لندن، أعلن جاك تراميل أنه يريد جهاز حاسوبًا ملونًا منخفض التكلفة. وعندما عارض معظم المديرين الفكرة مفضلين تصميم بيدل الأكثر تطورًا، قال: "اليابانيون قادمون، لذا يجب أن نصبح يابانيين!" (في إشارة إلى تهديدات الأنظمة منخفضة التكلفة القادمة من اليابان).   كان هذا متماشيًا مع فلسفة تراميل التي كانت تهدف إلى "صنع أجهزة حاسوب للجماهير، وليس للطبقات الراقية". وقد حظي المفهوم بالدعم في الاجتماع من قبل تومتشيك، استراتيجي التسويقي الجديد ومساعد الرئيس؛ وتوني توكاي، المدير العام لكومودور اليابان؛ وكيت سبنسر، المدير التنفيذي للتسويق في المملكة المتحدة. لم يوافق بيدل على القرار وترك الشركة مع مهندسين آخرين، لذا ساعد فريق هندسي في شركة Commodore Japan بقيادة ياش تيراكورا في إنهاء التصميم. تم تسويق VIC-20 في اليابان باسم VIC-1001 قبل تقديم VIC-20 إلى الولايات المتحدة. 
عندما عادوا إلى كاليفورنيا من ذلك الاجتماع، كتب تومشيك مذكرة من 30 صفحة تتضمن توصيات بشأن الحاسوب الجديد، وقدمها إلى تراميل. شملت التوصيات مفاتيح وظائف قابلة للبرمجة (مستوحاة من الحواسيب اليابانية المنافسة)،  و بالحجم الكامل على نمط الآلة الكاتبة، ومنفذ RS-232 مدمج. أصر تومتشيك على أن تكون " سهولة الاستخدام " هي التوجيه الرئيسي للحاسوب الجديد، للمهندس تيراكورا،  واقترح سعر التجزئة US$299.95 . قام بتجنيد فريق تسويق ومجموعة صغيرة من المتحمسين للكمبيوتر وعمل بشكل وثيق مع زملائه في المملكة المتحدة واليابان لإنشاء عبوات ملونة وأدلة المستخدم والموجة الأولى من الألعاب والتطبيقات المنزلية.
تم التعاقد مع سكوت آدامز لتوفير سلسلة من ألعاب المغامرات النصية . وبمساعدة مهندس من شركة Commodore جاء إلى لونجوود بولاية فلوريدا للمساعدة في هذا الجهد، تم نقل خمس من سلسلة ألعاب Adventure International الخاصة بآدامز إلى جهاز VIC. وقد تجاوزوا مشكلة الذاكرة المحدودة في VIC-20 من خلال وضع الألعاب 16 KB في الخرطوشة ROM بدلاً من تحميلها في الذاكرة الرئيسية عبر الكاسيت كما كانت الحال في جهاز TRS-80 والأجهزة الأخرى. حقق أول إنتاج للخراطيش الخمس مبيعات تجاوزت 1,500,000 دولار أمريكي لشركة Commodore.[بحاجة لمصدر]

### التطور
مر جهاز  VIC-20 بعدة تغييرات خلال فترة إنتاجه التي استمرت ثلاث سنوات ونصف. كانت نماذج السنة الأولى (1980) تحتوي على لوحة مفاتيح بطراز PET مع خط ذو نمط مربّع، بينما كانت معظم أجهزة VIC-20 المصنوعة خلال عام 1981 تحتوي على لوحة مفاتيح مختلفة قليلاً تشاركها مع أوائل أجهزة C64. تم تقديم جهاز VIC-20 بشعار قوس قزح في أوائل عام 1983 ويحتوي على لوحة مفاتيح C64 الأحدث مع مفاتيح وظائف رمادية ولوحة الأم من الإصدار Revision B. يحتوي على مزود طاقة مشابه لـ C64 PSU ، على الرغم من أن شدة التيار أقل قليلاً. مزود طاقة من نوع "black brick" C64 متوافق مع أجهزة VIC-20 من إصدار B؛ ومع ذلك، لا يُنصح باستخدام مزود طاقة VIC على جهاز C64 إذا تم توصيل أي أجهزة خارجية، مثل الخراطيش أو ملحقات منفذ المستخدم، حيث سيتجاوز التيار المتاح. لا يمكن لأجهزة VIC-20 من الإصدار A استخدام مزود طاقة PSU C64 أو العكس بسبب استخدام موصل مختلف.

### انخفاض
كان جهاز VIC-20 من أكثر الأجهزة مبيعًا، حيث أصبح أول حاسوب يُباع منه أكثر من مليون وحدة. تم بيع ما مجموعة 2.5 مليون جهاز.  في صيف عام 1982، كَشفت شركة Commodore عن جهاز كومودور 64, وهو جهاز أكثر تقدمًا يحتوي على 64 KB من ذاكرة الوصول العشوائي (RAM) وصوت والرسومات محسّنة بشكل كبير. كانت المبيعات الأولية للطراز C64 بطيئة ولكنها ازدهرت في منتصف عام 1983. كان جهاز VIC-20 متاحًا على نطاق واسع بأقل من 90 دولارًا في ذلك الوقت.  أوقَفتْ شركة Commodore إنتاج جهاز VIC-20 في يناير 1985. 
ربما كان آخر ملحق جديد متاح تجاريًا لجهاز VIC-20 هو VIC-Talker، وهو جهاز مُركّب صوتي . كتبت في مجلة أهوي! بـ يناير 1986، "صدق أو لا تصدق، ملحق VIC جديد... لقد فوجئنا مثلك تمامًا." 

## تصميم

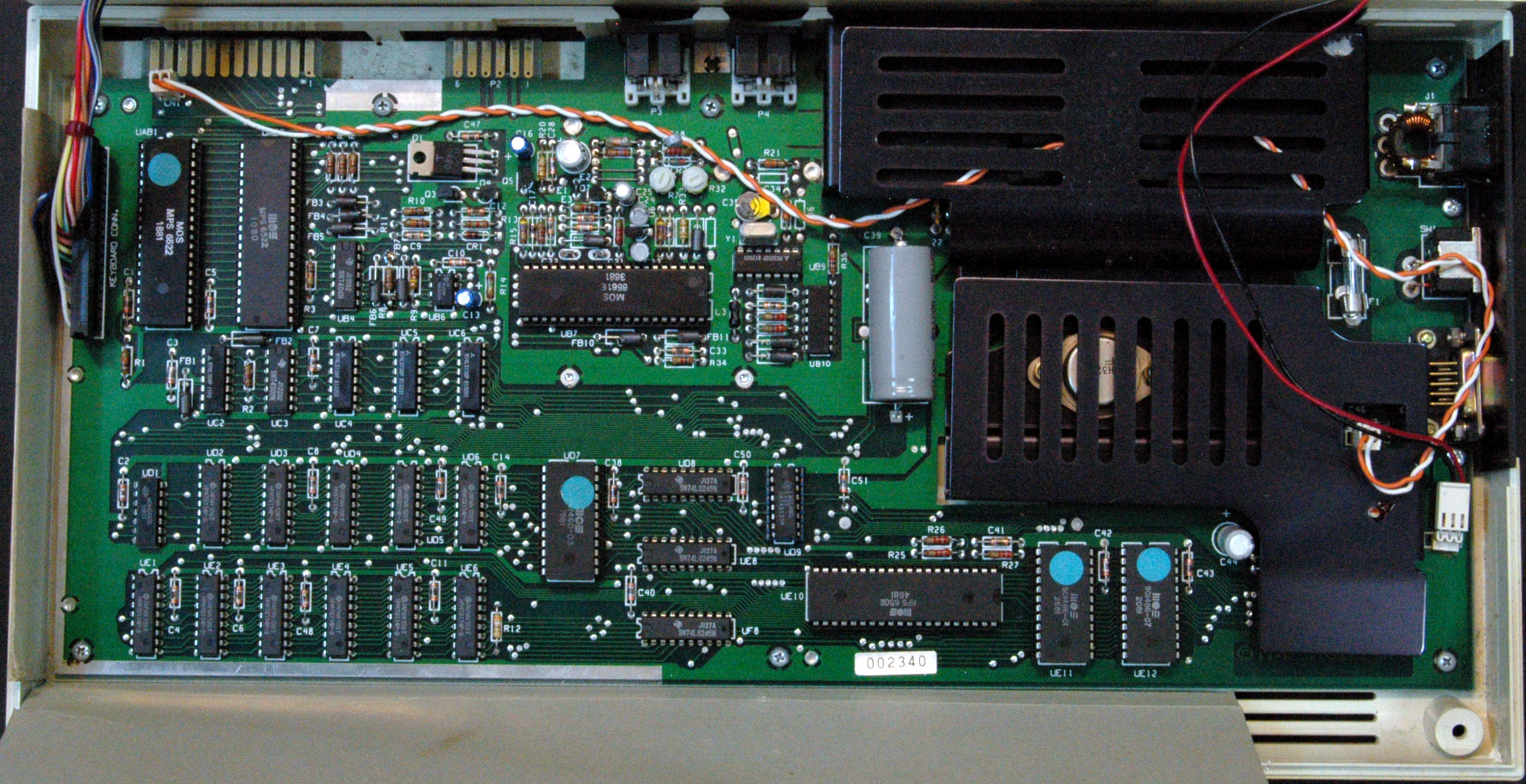
اللوحة الرئيسية VIC-20

كان من المقصود أن يكون جهاز VIC-20 أكثر اقتصادية من جهاز PET. تم تجهيزه بـ 5 كيلو بايت من ذاكرة الوصول العشوائي الساكنة واستخدام نفس وحدة المعالجة المركزية MOS 6502 في جهاز PET. أما شريحة الفيديو في جهاز VIC-20، وهي MOS Technology VIC ، فكانت شريحة فيديو ملونة متعددة الأغراض صممها آل شاربنتييه عام 1977 وكان من المقرر استخدامها في محطات العرض منخفضة التكلفة وأجهزة الألعاب ، ولكن شركة Commodore لم تتمكن من إيجاد سوق لهذه الشريحة.
بينما كانت أجهزة PET الأحدث مزودة بـ BASIC 4.0 المُحسن، الذي يحتوي على أوامر الأقراص وتحسين جمع النفايات ، عاد جهاز VIC-20 عاد إلى إصدار BASIC 4.0 المُحسّن. تم استخدام KB BASIC 2.0 في أجهزة PET السابقة كجزء من هدف آخر لفريق التصميم: 20 أقراص ROM لنظام KB. لا توجد ميزات مخصصة للصوت أو الرسوميات.
يحتوي جهاز VIC-20 على مخرج مركب، والذي يوفر صورة أوضح و أنقى عند استخدام شاشة مخصصة. أما جهازي TRS-80 و Atari 400 فيحتويان فقط على مخرج فيديو بتردد لاسلكي. كان من الضروري استخدام معدِّل تردد لاسلكي خارجي لاستخدام الكمبيوتر مع جهاز التلفزيون.
كان يُفترض على نطاق واسع أن الرقم "20" في اسم الكمبيوتر يشير إلى عرض النص على الشاشة (على الرغم من أن جهاز VIC-20 يعرض نصًا بعرض 22 عمودًا ، وليس 20) أو أنه يشير إلى الحجم الإجمالي لذاكرة النظام ROM (8 KB BASIC+8 KB KERNAL +4 (ذاكرة القراءة فقط (ROM)).[بحاجة لمصدر] ادعى بوب يانيس أن "20" لا يعني شيئًا معينًا وقال " اخترنا ببساطة "20" لأنها بدت كرقم ودود وكان شعار تسويق للكمبيوتر هو "الكمبيوتر الودود". شَعرتُ أن ذلك يُحدث توازنًا بعض الشيء لأن "فيك" بدا و كأنه اسم سائق شاحنة."

### الرسومات

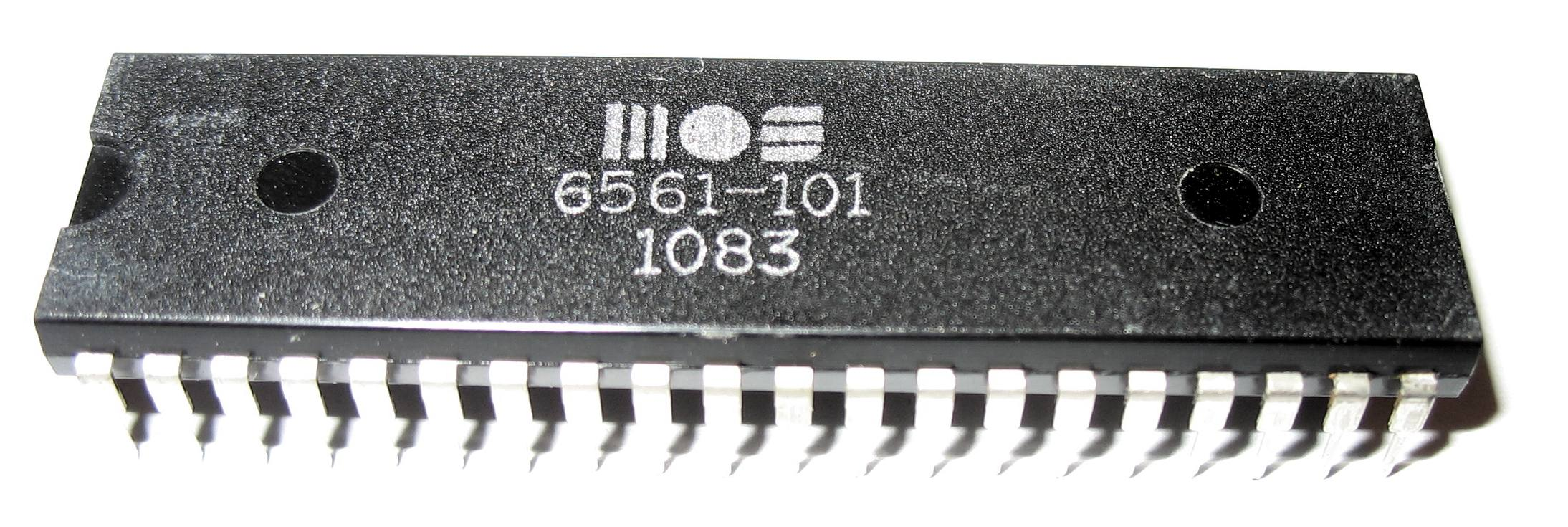
شريحة MOS Technology 6561 VIC

قدرات الرسومات في شريحة VIC (6560/6561) محدودة ولكنها مرنة. عند بدء التشغيل، يظهر على الشاشة 176×184 بكسل، مع حدود ثابتة باللون على حواف الشاشة. بما أن شاشة PAL أو NTSC لها نسبة عرض إلى ارتفاع 4:3 ، فإن كل بكسل VIC أعراض بكثير من ارتفاعه.ما تعرض الشاشة عادة 22 عمودًا و23 صفًا من الشخصيات بحجم 8 × 8 بكسل؛ ومن الممكن زيادة هذه الأبعاد حتى 27 عمودًا، ولكن الشخصيات  ستنفد من جوانب الشاشة عند حوالي 25 عمودًا. تمامًا كما في جهاز PET، يتم تضمين مجموعتين من 256 حرفًا، مجموعة الأحرف الكبيرة/الرسومية ومجموعة الأحرف الكبيرة/الصغيرة، بالإضافة إلى نسخ معكوسة من كلا المجموعتين. عادةً ما يعمل جهاز VIC-20 في وضع عالٍ من الدقة حيث يكون كل حرف بحجم 8×8 بكسل ويستخدم لونًا واحدًا. كما يمكن استخدام وضع منخفض الدقة متعدد الألوان مع أحرف 4×8 وثلاثة ألوان لكل منها، ولكن لا يتم استخدامه كثيرًا بسبب كتلته الشديدة.

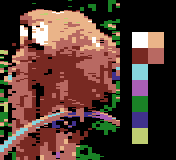
إمكانية 16 لونًا

لا تدعم شريحة VIC وضع الرسم البيانات الحقيقي، ولكن يمكن للمبرمجين تعريف مجموعات شخصيات مخصصة. من الممكن الحصول على شاشة قابلة للتحديد بالكامل، رغم أنها أصغر قليلاً من المعتاد، عن طريق ملء الشاشة بتسلسل من الشخصيات ذات الارتفاع المزدوج المختلفة، ثم تشغيل البكسلات بشكل انتقائي داخل تعريفات الشخصيات المستندة إلى ذاكرة الوصول العشوائي (RAM). يضيف شريط التوسعة Super Expander أوامر BASIC لدعم هذا الوضع الرسومي باستخدام دقة 160×160 بكسل. من الممكن أيضًا ملء مساحة أكبر من الشاشة برسوميات قابلة للتحديد باستخدام مخطط تخصيص أكثر ديناميكية إذا كان المحتويات متفرقًا أو متكررة بما فيه الكافية. يتم استخدام ذلك في نسخة Omega Race .[بحاجة لمصدر]
تحتوي شريحة VIC على عدادات سطر مسح قابلة للقراءة ولكنها لا توليد مقاطعات بناءً على موضع المسح. يمكن لشريحتي VIA المؤقتتين خدمة هذا الغرض من خلال تقنية برمجة معقدة، مما يسمح بخلط الرسومات مع النصوص أعلى أو أسفلها، وخلفيتين مختلفتين وألوان حدود، أو أكثر من 200 حرف لوضع الدقة العالية الزائفة.
يمكن لشريحة VIC معالجة إشارة قلم الضوء عبر منفذ عصا التحكم، ولكن قلة منها ظهرت في السوق.
تخرج شريحة VIC إشارات الفيديو Luma +Sync و Chroma ، التي يتم دمجها لإنشاء مخرج  الفيديو المركب الخاص بـ VIC-20. لم تقم شركة Commodore بتضمين معدل التردد اللاسلكي داخل صندوق الكمبيوتر بسبب اللوائح الفيدرالية (FCC) للاتصالات. يمكن توصيله إما بشاشة مخصصة أو بجهاز تلفزيون باستخدام المعدل الخارجي المرفق مع الكمبيوتر.

### صوت
تحتوي شريحة VIC على ثلاث مولدات لموجة النبض ومولد ضوضاء بيضاء مع التحكم عام في مستوى الصوت ومخرج صوت أحادي. يمتلك كل مولد موجة نبضية على نطاق من ثلاثة أوكتافات تقع على المقياس على بعد أوكتاف واحد تقريبًا، مما يعطي نطاقًا إجماليًا يبلغ حوالي خمسة أوكتافات.

### ذاكرة

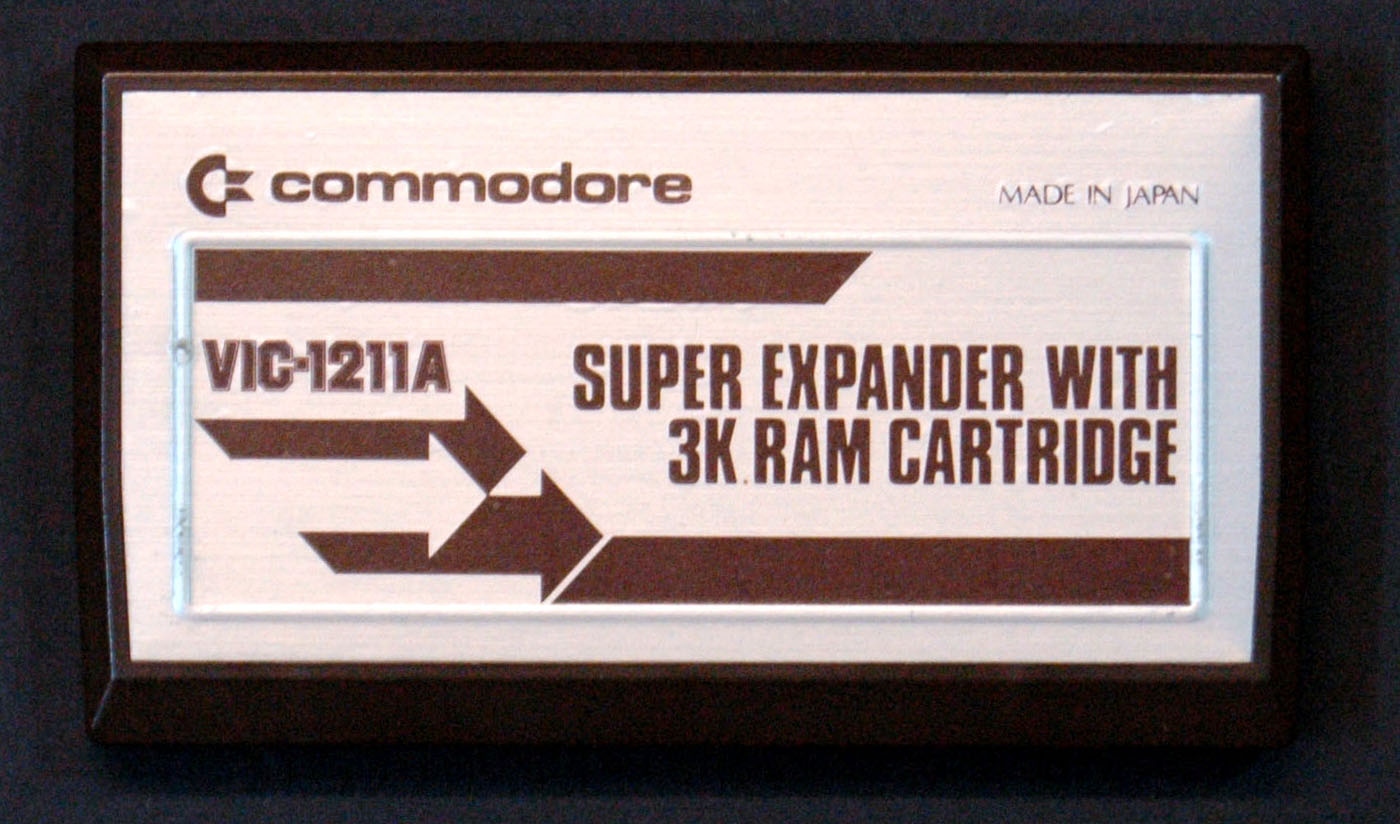
أ 3خرطوشة توسيع ذاكرة الوصول 3 (RAM) مع ذاكرة ROM ملحقة بنظام BASIC

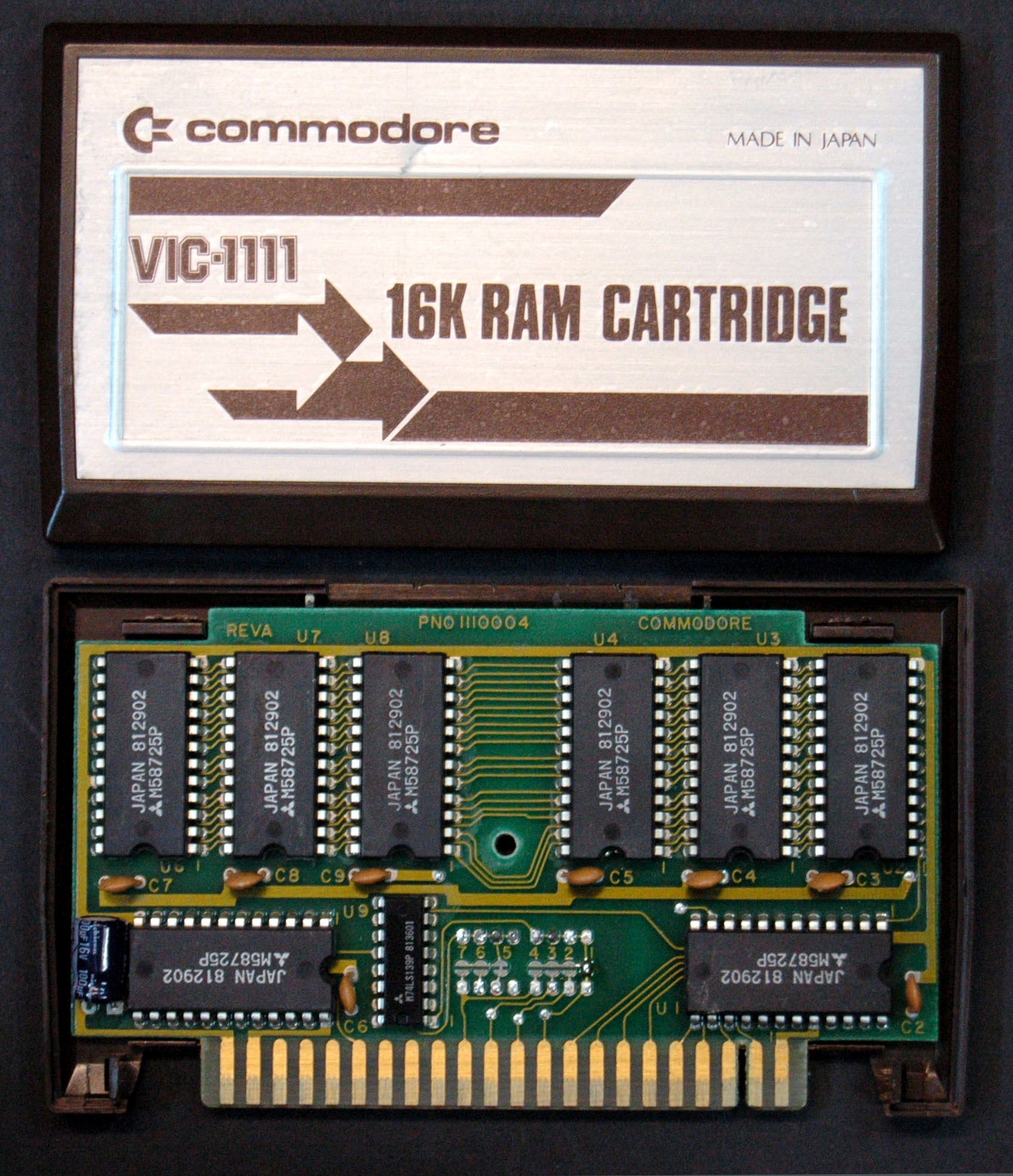
أ 16خرطوشة توسيع ذاكرة الوصول العشوائي 16 RAM) مع عرض PCB

شحن جهاز VIC-20  بذاكرة الوصول العشوائي (RAM) بسعة 5 كيلوبايت، ولكن يُستخدام 1.5 KB منها لعرض الفيديو والجوانب الديناميكية لنظام التشغيل Commodore BASIC و KERNAL (نظام تشغيل منخفض المستوى) المقيم في ROM . لا يتوفر سوى 3,583 بايت من ذاكرة برنامج BASIC للكود والمتغيرات على جهاز غير موسع.
على عكس PET، لا يتضمن جهاز VIC-20 أداة مراقبة لغة الآلة ، ولكن Commodore قدمتها على القرص أو الشريط أو الخرطوشة، مع عدة برامج تنفيذية مختلفة للتحميل في مواقع ذاكرة متنوعة. كانت برامج المراقبة مماثلة لمراقب PET ولكنها أضافت مُجمِّعًا صغيرًا بدلاً من مطالبة المستخدم بإدخال أكواد العمليات السداسية عشرية .
يمكن توسيع ذاكرة (RAM) في جهاز VIC-20 من خلال منفذ الخرطوشة عبر خرطوشة ذاكرة الوصول العشوائي (RAM). وقد توفرت خراطيش (RAM) من شركة  Commodore بعدة أحجام: 3 (مع أو بدون ROM ملحق "Super Expander" BASIC المضمن)،و 8 كيلوبايت،و 16 كيلوبايت. يُعاد تنظيم خريطة الذاكرة الداخلية عند توصيل خراطيش بسعة  8 كيلوبايت و 16كيلوبايت، مما يؤدي إلى حالة تعمل فيها بعض البرامج فقط إذا توفرت الكمية المناسبة من الذاكرة (و يُعتبر الانقسام الأكثر أهمية هو بين جهاز بدون ذاكرة أو 3 الذاكرة الإضافية من ناحية، وجهاز به ذاكرة إضافية أكبر من ناحية أخرى). 
معظم خراطيش التوسعة كانت تحتوي على مفاتيح DIP مادية، مما يسمح بتمكين ذاكرة الوصول العشوائي (RAM) في كتل ذاكرة يحددها المستخدم. وبما أن جهاز VIC-20 صُمم لاستخدام SRAM بدلاً من DRAM ، فإن اللوحة الأم لا تحتوي على تجهيزات لتحديث DRAM. وقد سمحت خراطيش توسيع الذاكرة في النهاية بإضافة ما يصل إلى 24 إلى ذاكرة المستخدم الأساسية؛ ومع 3.5 كيلوبايت من الذاكرة المدمجة للمستخدم 3.5 ، كان المجموع الأقصى 27.5 لبرامج ومتغيرات BASIC. لا يزال من الممكن استخدام الذاكرة غير المرئية في لغة BASIC بواسطة برامج الكود الآلي.[بحاجة لمصدر]
| عنوان (hexadecimal) | الحجم (KB) | الوصف                                            | خرطوشة فك ترميز |
| ------------------- | ---------- | ------------------------------------------------ | --------------- |
| 0000                | 1.0        | RAM with jump vectors etc.                       |                 |
| 0400                | 3.0        | Expansion                                        | *               |
| 1000                | 4.0        | RAM for BASIC and screen                         |                 |
| 2000                | 8.0        | Expansion block 1                                | *               |
| 4000                | 8.0        | Expansion block 2                                | *               |
| 6000                | 8.0        | Expansion block 3                                | *               |
| 8000                | 4.0        | ROM character bitmap                             |                 |
| 9000                | 1.0        | I/O for VIC، 6522 VIA#1, 6522 VIA#2, block 0     |                 |
| 9400                | 0.5        | Used for color RAM when expansion RAM at block 1 |                 |
| 9600                | 0.5        | Color RAM (normally)                             |                 |
| 9800                | 1.0        | I/O block 2                                      | *               |
| 9C00                | 1.0        | I/O block 3                                      | *               |
| A000                | 8.0        | Decoded for expansion ROM                        | *               |
| C000                | 8.0        | ROM BASIC                                        |                 |
| E000                | 8.0        | ROM KERNAL                                       |                 |

### الأجهزة الطرفية والتوسع

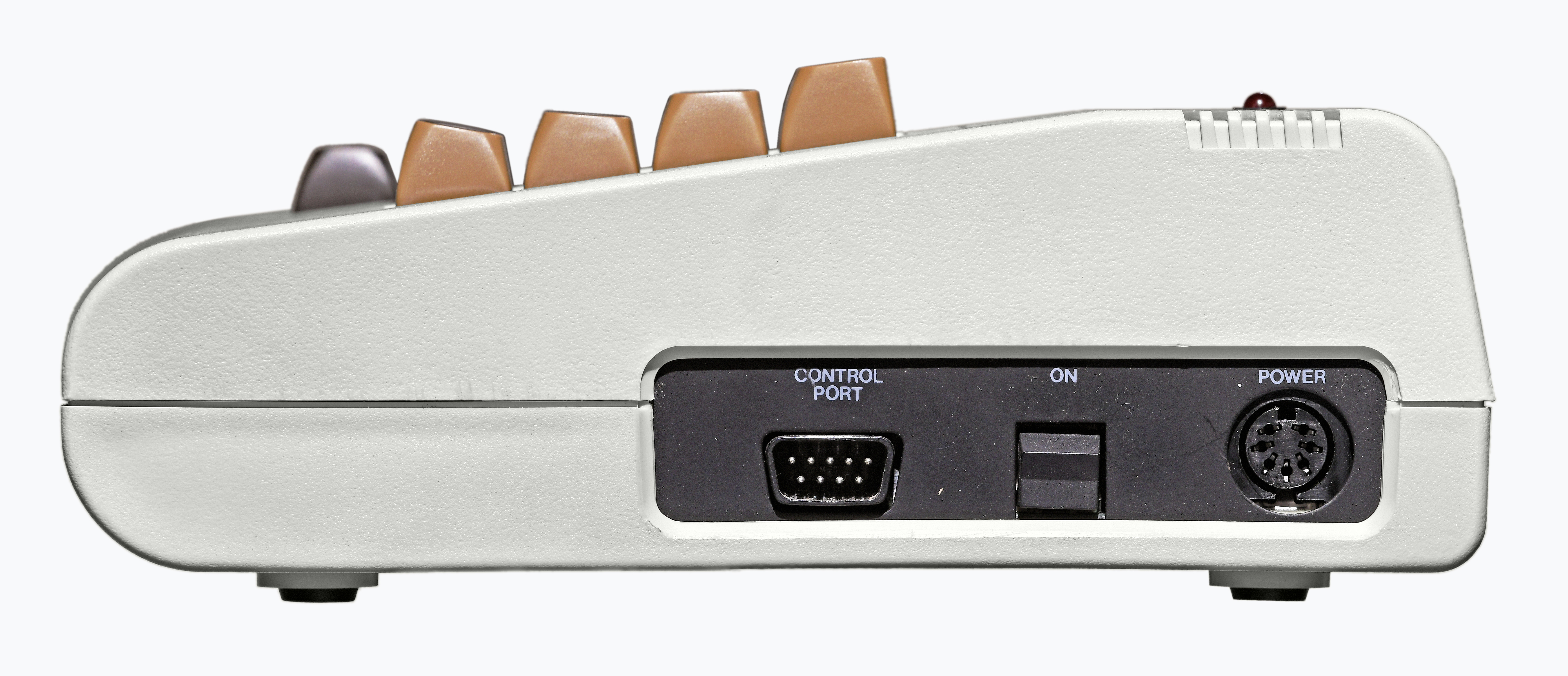
جانب الكمبيوتر الذي يظهر فيه "منفذ التحكم" الخاص بعصا التحكم

يحتوي جِهاز VIC-20 على مُوصلات حافة بطاقة لخراطيش البرنامج/التوسعة ومحرك شريط Datassette القياسي PET. لم يكن G]N VIC-20 في الأصل محرك أقراص؛ تم إصدار محرك الأقراص VIC-1540 في عام 1981.
يوجد منفذ واحد لعصا التحكم من نوع  Atari، متوافق مع عصي التحكم الرقمية و أجهزة التحكم الدوارة المستخدمة مع الأجهزة Atari VCS ذات UYTR Atari 8 بت ؛  ناقل تسلسلي CBM-488 (إصدار تسلسلي من ناقل IEEE-488 الخاص بـ PET) لتوصيل محركات الأقراص والطابعات بشكل متسلسل ؛ "منفذ مستخدم" على مستوى TTL مع إشارات RS-232 و Centronics (يستخدم غالبًا كـ RS-232، لتوصيل مودم  ).
يحتوي جهاز VIC على منفذ خرطوشة ROM للألعاب والبرامج الأخرى، وكذلك لإضافة الذاكرة إلى الجهاز. تتيح صناديق توسيع المنافذ من شركة Commodore وبائعين آخرين توصيل أكثر من خرطوشة واحدة في وقت واحد. يتراوح حجم الخرطوشة من 4–16 KB ، رغم أن السعة الأخيرة كانت غير شائعة بسبب تكلفتها.
يمكن توصيل جهاز VIC-20 بدوائر إلكترونية خارجية عبر منفذ عصا التحكم، أو "منفذ المستخدم"، أو منفذ خرطوشة توسيع الذاكرة، والذي يتيح للمهتمين الوصول إلى دوائر الإدخال/الإخراج الداخلية المختلفة. يمكن استخدام أوامر PEEK وPOKE من BASIC لأداء عملية اكتساب البيانات من أجهزة استشعار درجة الحرارة، والتحكم في محركات السائر الروبوتية، وما إلى ذلك. في عام 1981، تعاقد تومشيك مع مجموعة هندسية خارجية لتطوير مودم اتصال مباشر على خرطوشة ( VICModem )، والذي أصبح بسعر 99 دولارًا أمريكيًا أول مودم بسعر أقل من 100 دولار أمريكي. وكان مودم VIC أيضًا أول مودم يتم بيع أكثر من مليون وحدة منه. تم تغليف VICModem بخدمات حوسبة عن بُعد مجانية بقيمة 197.50 دولارًا أمريكيًا من The Source و CompuServe و Dow Jones . أنشأ Tomczyk أيضًا SIG يسمى Commodore Information Network لتُمكّين المستخدمين من تبادل المعلومات وتخفيف الضغط عن استفسارات دعم العملاء، والتي كانت تُرهق بُنية Commodore التنظيمية المحدودة. في عام 1982، شُكلت هذه أعلى نسبة من حركة مرور على CompuServe.[بحاجة لمصدر]
توسع VIC-1010 Expansion من Commodore تتيح للمستخدم توصيل عدة أجهزة بمنفذ خرطوشة في جهاز VIC-20. تحتوي على مصدر طاقة خاص به وستة فتحات يمكن استخدامها لتوصيل ملحقات الذاكرة أو خراطيش الألعاب أو الأجهزة الطرفية الأخرى. 

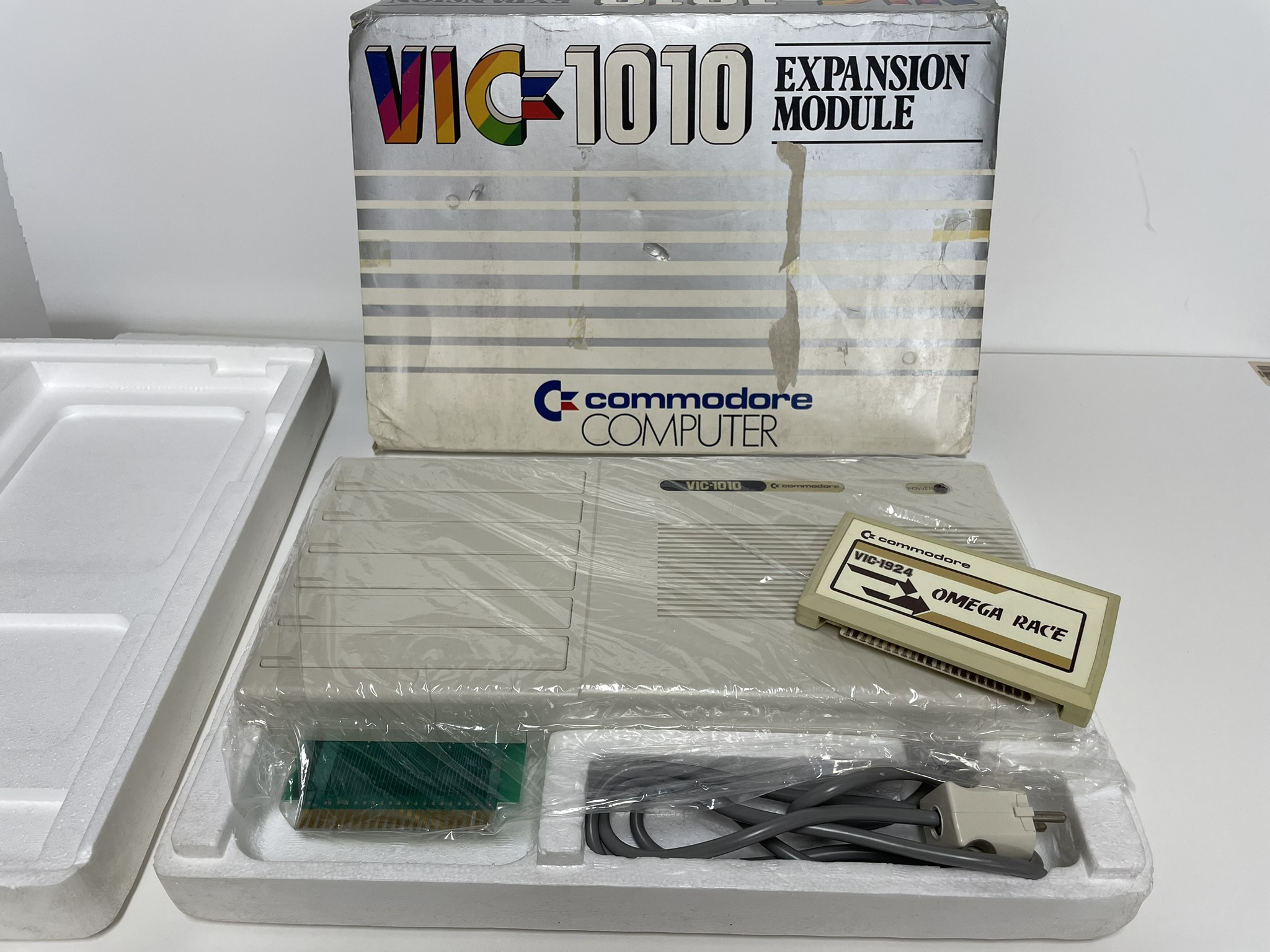
وحدة التوسعة Commodore VIC-1010

## التطبيقات

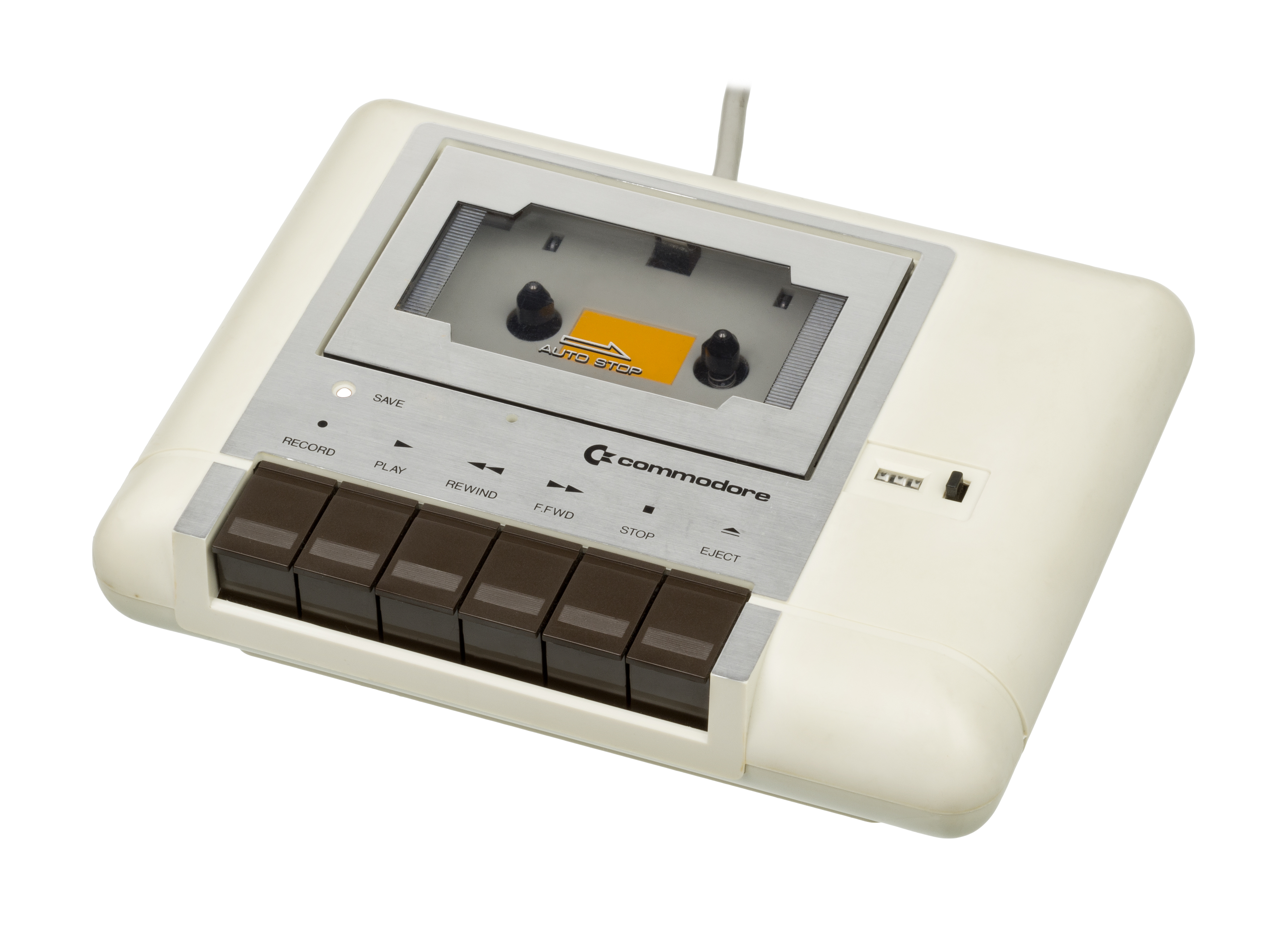
وفرت مجموعة البيانات Commodore 1530 C2N-B تخزينًا خارجيًا غير مكلف لجهاز VIC-20.

لغة BASIC في جهاز VIC-20 متوافقة مع تلك المستخدمة في جهاز PET، كما أن تنسيق شريط  Datasette هو نفسه.   وعد أحد المسؤولين التنفيذيين في شركة كومودور بأنه سيكون مزودًا " بوثائق إضافية كافية لتمكين المبرمجين أو الهواة ذوي الخبرة من التعمق فيه وترك العنان لخيالهم".  احسب! قارن بشكل إيجابي تشجيع الشركة "لمطوري برامج الصناعة المنزلية" مع قيام شركة Texas Instruments بتثبيط برامج الطرف الثالث .  بسبب ذاكرته الصغيرة وشاشته ذات الدقة المنخفضة مقارنة ببعض أجهزة الكمبيوتر الأخرى في ذلك الوقت، تم استخدام VIC-20 في المقام الأول للبرامج التعليمية والألعاب. ومع ذلك، تم أيضًا إنشاء تطبيقات الإنتاجية مثل برامج التمويل المنزلي، وجداول البيانات، وبرامج محطات الاتصالات للآلة.
كان لدى جهاز VIC مكتبة كبيرة من البرامجيات المجانية والمجال العام . تم توزيع هذا البرمجيات عبر الخدمات عبر الإنترنت مثل CompuServe، ونظم النشرات الإلكترونية BBS ، وكذلك دون اتصال عبر الطلب البريدي ومن خلال مجموعات المستخدمين. وقدمت عدة مجلات الكمبيوتر في أكشاك بيع الصحف، مثل Compute! , الحوسبة العائلية, تشغيل, أهوي! ، و Commodore Power/Play الذي أنتجته شركة CBM، قدم نصائح برمجية وبرامج كتابة لـ VIC-20.
تُوَفّر ما يُقدّر بــ 300 عنوان تجاري على خرطوشة، وأكثر من 500 عنوان على شريط. تم إصدار عدد قليل من تطبيقات على الأقراص.
أدى انخفاض تكلفة جهاز VIC إلى استخدامه من قبل هيئة المرافق في فورت بيرس بولاية فلوريدا لقياس مدخلات ومخرجات اثنين من مولداتها وعرض النتائج على شاشات في جميع أنحاء المحطة. تمكنت الشركة من شراء أنظمة VIC وC64 متعددة بتكلفة جهاز كمبيوتر شخصي واحد متوافق مع IBM . 

## التسويق والتجزئة
بينما تم بيع جهاز PET من خلال موزعين معتمدين، تم بيع VIC-20 بشكل أساسي في متاجر التجزئة، خاصة متاجر الخصومات ومحلات الألعاب، حيث كان بإمكانه المنافسة مباشرة مع أجهزة ألعاب الفيديو. وكان أول حاسوب يُباع في سلسلة K-Mart . أطلقت شركة كومودور إعلانات ظهر فيها الممثل ويليام شاتنر (من شهرة ستار تريك ) كمتحدث باسمها، متسائلاً: "لماذا تشتري مجرد لعبة فيديو؟" وواصفًا إياه بأنه "حاسوب العجائب في الثمانينيات".  كما أصبح الشخصية التلفزيونية هنري مورجان (المعروف بكونه أحد المشاركين في برنامج الألعاب التلفزيوني I've Got a Secret ) المعلّق في سلسلة من إعلانات منتجات Commodore.
كَانْ يُطلق على جِهاز VIC-20 اسم (VC-20) في ألمانيا، وتَمْ تسويقه  كما لو كان اختصارًا لـ VolksComputer ("حاسوب الشعب"، على غرار فولكس فاجن وفولكس ماب فانجر ). 

## استقبال
وصفته مجلة Compute في عام 1981 بأنه "آلة مذهلة مقابل السعر"، وتوقعت أن يكون VIC-20 شائعًا في الفصول الدراسية والمنازل التي فيها  أطفال صغار، مع "قدرات ممتازة في الرسومات والصوت". وبينما توقعت أن شاشة الأعمدة الـ 22 عمودًا "صغيرة جدًا بحيث لا تدعم سوى أبسط تطبيقات التجارية"، لاحظت المجلة أنه "بسعر 299 دولار أمريكي ، فهذه ليست النقطة الأساسية"، وأفادت أن "جهاز VIC سيوفر منافسة قوية لجهاز الكمبيوتر الملون TRS-80 "، وأنه "أداة محو أمية حاسوبية أكثر قيمة بكثير من" منتجات أخرى مثل جهاز الكمبيوتر الجيبي TRS -80 . واختتم قائلاً "ستقوم مدينة فيكتوريا بإنشاء سوقها الخاص، وسيكون سوقًا كبيرًا".  مع ملاحظة صغر حجم الشاشة وذاكرة الوصول العشوائي (RAM)، ذكرت شركة BYTE أن جهاز VIC-20 "لا يُضاهى كجهاز كمبيوتر منخفض التكلفة وموجه للمستهلك. حتى مع بعض قيوده... يُقدم أداءً رائعًا مقارنةً بأجهزة Apple II وRadio Shack TRS-80 وAtari 800 ". أشادت المجلة بالسعر ("قد يجعلك النظر إلى الصورة... تعتقد أن 600 دولار أمريكي سعر عادل... لكنه لا يكلف 600 دولار أمريكي - يُباع VIC 20 بسعر 299٫95 دولار أمريكي ")، ولوحة المفاتيح ("تعادل أي لوحة مفاتيح لحاسوب شخصي من حيث الشكل والأداء. هذا إنجاز رائع، يُكاد لا يُصدق بالنظر إلى سعر الوحدة بالكامل")، والرسومات، والتوثيق، وسهولة تطوير البرامج باستخدام KERNAL. 

## الملحوظات
1. ↑  قالب:BDprefix

## قراءة إضافية
- Arnold، Bruce Makoto (يونيو 2017). "Twenty-Two Columns of Lowbrow Revolution: The Commodore VIC-20 and the Beginning of the Home Computer Era". Journal in Humanities. ج. 6 ع. 1: 11–20. DOI:10.31578/hum.v6i1.342. مؤرشف من الأصل في 2024-12-25.
- Bagnall، Brian (2005). On The Edge: The Spectacular Rise and Fall of Commodore. ISBN:0-9738649-0-7. اطلع عليه بتاريخ 2009-04-20.
- Finkel، A.؛ Harris, N.؛ Higginbottom, P.؛ Tomczyk, M. (1982). VIC 20 Programmer's reference guide. Commodore Business Machines, Inc. and Howard W. Sams & Co, Inc. ISBN:0-672-21948-4. مؤرشف من الأصل في 2024-07-10. اطلع عليه بتاريخ 2009-04-20.
- Jones، A.J.؛ Coley, E. A.؛ Cole, D. G. J. (1983). Mastering the Vic-20. Chichester, UK: Ellis Horwood Ltd. and John Wiley & Sons, Inc. ISBN:0-471-88892-3. اطلع عليه بتاريخ 2009-04-20. Mastering the Vic-20.
- Tomczyk، Michael S. (1984). The Home Computer Wars: An Insider's Account of Commodore and Jack Tramiel. COMPUTE! Publications, Inc. ISBN:0-942386-75-2. اطلع عليه بتاريخ 2009-04-20. The Home Computer Wars: An Insider's Account of Commodore and Jack Tramiel.
- Swank, Joel (يناير 1983). "Exploring the Commodore VIC-20". BYTE. ص. 222.
- Swank, Joel (فبراير 1983). "The Enhanced VIC-20 / Part 1: Adding a Reset Switch". BYTE. ص. 118.
- Swank, Joel (مارس 1983). "The Enhanced VIC-20 / Part 2: Adding a 3K-Byte Memory Board". BYTE. ص. 34.
- Swank, Joel (أبريل 1983). "The Enhanced VIC-20 / Part 3: Interfacing an MX-80 Printer". BYTE. ص. 260.
- Swank, Joel (مايو 1983). "The Enhanced VIC-20 / Part 4: Connecting Serial RS-232C Peripherals to the VIC's TTL Port". BYTE. ص. 331.

## الروابط الخارجية
- أجهزة الكمبيوتر القديمة. صفحة VIC-20 من متحف COM الإلكتروني
- دليل مرجعي لمبرمجي VIC-20 والمزيد

قالب:Commodore International